# Tversted
Tversted är en småort vid Tannis Bugt i Hjørrings kommun i Region Nordjylland med drygt 500 invånare. Sommartid stiger invånarantalet väsentligt med sommargäster i feriehusområden öster och väster om byn. 
Huvudgatan Tannisbugtvej för direkt ut på en omkring 80 meter bred sandstrand. Den sträcker sig till Uggerby Strand i väster och Skiveren Strand i öster. Stranden är i huvudsak öppen för bilkörning. 

## Tversted Redningsstation
Tversted Redningsstation inrättades 1866 som en båt- och raketstation. Den första båten övertogs 1866 från Klitmøllers Redningsstation och var byggd i Köpenhamn 1861. Tversted Redningsstation var i drift till 1942. Över åren användes sammanlagt fem räddningsbåtar, vilka drogs från byn till stranden av fyra par hästar.